# 山缪·亨利·卡瑞斯
山缪·亨利·卡瑞斯（Samuel Henry Kress；1863年7月23日—1955年9月22日）是一位美國企業家和慈善家，是SH Kress連鎖百貨公司的創辦人。他的名字有時也翻譯成「卡雷斯」。
他出生於費城的Cherryville市，在創業前曾是一位學校教師，1887年他在費城的Nanticoke市上開了一家名為「文具與概念」的商店，生意有獲利之後，接著開啟了他以SH Kress為名的連鎖百貨公司經營之路。
卡瑞斯是一位藝術愛好者，他特別喜歡義大利文藝復興時期的作品，在1929年他成立了卡瑞斯基金會，主要在美國進行歐洲藝術教育與了解的宣導。他也是美國國家畫廊的早期捐贈者，美國其他超過40家以上的博物館都有他捐贈過的藝術品。1955年他在紐約市過世。

## 網站
- 卡瑞斯與美國國家畫廊－英文
- 卡瑞斯基金會 （页面存档备份，存于）